# Дурасово (Владимирская область)
Дурасово — деревня в Меленковском районе Владимирской области. Входит в состав Бутылицкого сельского поселения.

## География
Деревня расположена в 10 км на север от центра поселения села Бутылицы и в 33 км на север от райцентра города Меленки.

### Природные ресурсы
В окрестностях деревни произрастает широкое разнообразие видов сосудистых растений. Населённый пункт окружён смешанными лесами.

## История
В XIX — первой четверти XX века деревня входила в состав Бутылицкой волости Меленковского уезда, с 1926 года — в составе Муромского уезда. В 1859 году в деревне числилось 2 двора, в 1905 году — 11 дворов, в 1926 году — 17 дворов.
С 1929 года деревня входила в состав Скрипинского сельсовета Меленковского района, с 2005 года — в составе Бутылицкого сельского поселения.

## Население
| 1859 | 1905 | 1926 | 2002 | 2010 | 2021 |
| ---- | ---- | ---- | ---- | ---- | ---- |
| 52   | ↗69  | ↗86  | ↘7   | ↘5   | ↘2   |